# Іконофор
Іконофор, у графічному та друкованому мистецтві, є формою ілюстрації (зазвичай книжкової ілюстрації), що характеризується тим, що назви об'єктів, представлених у ній, починаються з певної літери. Його походження сягає середньовічних Ілюмінація, хоча абецедарний зв'язок у Середньовіччя зазвичай був випадковим.
Етимологічно, «іконофор» походить з грецької мови й означає «носій» або «переносник» (…фор) образу (іконо…). Здається, що цей термін використовувався раніше в Візантійському християнстві для позначення «носія ікони», як у прямому, так і в символічному сенсі.
Слово іконофор було введене Тора ван Малем, французькою професоркою університету; її книга, Art Dico, представляє історичну панораму використання таких ілюстрацій у французьких словниках. Зараз вона працює над вебсайтом для полегшення вивчення іконофорів (головна сторінка ART DICO).
Принцип створення мистецтва навколо літери та ілюстрування її об'єктами, назви яких починаються з цієї літери, не є недавнім винаходом. Деякі з художників, які їх створювали:
- XVI століття: Ганс Гольбейн Молодший (згідно з Анатолем де Курд де Монтаіґлоном[ru], літери від М до Z в Alphabet de la Mort Гольбейна засновані на цьому принципі); Пауліні[en] (деякі уривки з Метаморфоз Овідія)

- XVII століття: Клод Меллан (француз); Джузеппе Марія Мітеллі[ru] (італієць, Alfabeto in Sogno)

Цей принцип також часто використовується в абецедарних підручниках і часто є їхньою головною ідеєю.
Наприкінці XVII століття такі ілюстрації почали з'являтися в оздобленні французьких словників. Найранішим із них був Dictionnaire général et curieux (1685) Цезаря де Рошфора; єдиний іконофор у ньому — це орнаментальна ініціальна літера «А» для «Благовіщення».
Першою лексикографічною працею, прикрашеною іконофорами від А до Я, був додаток до Енциклопедія Дідро та Жан Лерон д'Аламбер, опублікований у 1776 році. Відповідно до повної назви самої Енциклопедія, або Тлумачний словник науки, мистецтва й ремесел (Encyclopédie ou dictionnaire raisonné des sciences, des arts et des métiers), багато орнаментальних ініціальних літер зображують професії. Тут «А» позначає астронома.
Коли в 1830-х роках у Західній Європі почала розвиватися ілюстрована преса та ілюстровані книги, іконофорне оздоблення словників також набуло популярності. Першим словником з орнаментованими заставками (на відміну від простих ініціальних літер) від А до Я був Dictionnaire général et grammatical (1834) Наполеона Ланде. Ці дереворізьблені заставки були виготовлені в одній із великих паризьких майстерень дереворізьблення, Andrew Best and Leloir. «А» означало: «достаток», «сільське господарство», «орел», «жайворонки», «дружба», «ара» (південноамериканський папуга), «араб», «лучник», «аркебузьєр», «астрономія», «скнара», «сліпа людина».